# Errinopora latifundata
Errinopora latifundata är en nässeldjursart som beskrevs av Nikolai Alexsandrovich Naumov 1960. Errinopora latifundata ingår i släktet Errinopora och familjen Stylasteridae. Inga underarter finns listade i Catalogue of Life.